# مسلمان (مجلة)
مسلمان (الأردية: مسلمان, رومنة: musalmān) هي أقدم صحيفة يومية باللغة الأردية تصدر من تشيناي في الهند. وهي جريدة مسائية مكونة من أربع صفحات، جميعها مكتوبة بخط اليد من خطاطين، قبل أن تُنتج بكميات كبيرة في المطبعة. وفقًا لمجلة وايرد وصحيفة تايمز أوف إنديا، فإن صحيفة مسلمان ربما تكون الصحيفة الوحيدة المكتوبة بخط اليد التي لا تزال باقية في العالم.

## الشكل
تتكون الصحيفة من أربع صفحات. الصفحة الأولى مخصصة للأخبار الوطنية والدولية، والصفحتان الثانية والثالثة للأخبار المحلية، والصفحة الرابعة مخصصة للرياضة. تم ترك بعض المساحة فارغة في الزاوية اليمنى السفلية من الصفحة الأولى، في حالة وجود بعض الأخبار العاجلة.
اعتبارًا من نيسان 2018، بِيع الصحيفة بمبلغ 75 بيسة [الإنجليزية] للنسخة، ولديها حوالي 21000 مشترك. 

## روابط خارجية
- المسلمان - الحفاظ على الحلم ، يوتيوب